# Der Sleepover Club
Der Sleepover Club ist eine 52-teilige australische Fernsehserie über fünf Mädchen, die sich in einem eigenen Club zusammengeschlossen haben. Die Sendung wurde in Deutschland auf KI.KA ausgestrahlt.

## Erste Staffel
Einmal die Woche findet ein sogenannter „Sleepover“ statt, bei dem sich alle Mädchen bei einer der Freundinnen treffen und gemeinsam übernachten. Am Abend unternehmen sie gemeinsam Spiele und andere Aktionen. Jede Woche wird gewechselt, wo der Sleepover stattfinden soll. Die Freundinnen sind Frankie, Fliss, Kenny, Rosie und Lyndz. Die Mädchen haben einige Feinde. Die einen sind die ‚M&Ms‘, ihre richtigen Namen lauten Matthew (der sog. Anführer), Michael (der Bruder von Lyndz) und Marco (ein Italiener, der in Fliss verliebt ist). Sie spielen den Mädchen häufig Streiche und ärgern sie, allerdings rächen sich die Mädchen anschließend an ihnen, somit hat diese Feindschaft in jeder Folge ein Happy End. Allerdings hält sich diese „Feindschaft“ in Grenzen, besteht also eher aufgrund der Rivalität zwischen Jungen und Mädchen. Die anderen Feinde sind Sara und Alana, zwei Klassenkameradinnen der Mädchen. Sara, die sehr egozentrisch ist, will seit der Gründung des Clubs in ihn aufgenommen werden, aber durch ihre gemeine und intrigante Art profiliert sie sich nicht gerade dafür.
In ihrer Freizeit gehen die Mädchen oft ins „Beach Hut“-Café, wo ihnen der Eigentümer Mr. Stefanopolis Smoothies serviert. Mit ‚Mr. S‘ sind die Mädchen gut befreundet, er steht ihnen so gut er kann mit Rat und Tat zur Seite. Dafür revanchieren sich die Mädchen bei ihm, z. B. als er sein Café aus Altersgründen aufgeben will, zeigen sie ihm, welchen hohen Stellenwert er im gesamten Ort hat. Danach entscheidet ‚Mr. S‘, dass er das Café doch nicht aufgeben wird.

## Zweite Staffel
Die zweite Staffel des Sleepover Clubs hat einen ähnlichen Inhalt wie die erste. Es gibt regelmäßig Sleepovers und es geht um Probleme mit Jungen. Die Figuren wurden allerdings ersetzt: Die neuen Mädchen heißen Charlie (die Cousine von Frankie aus der ersten Staffel), Brooke, Jess, Maddy und Tayla. Auch sie haben wie die Mädchen der ersten Staffel einige Feinde: die Jungen Declan, Jason und Simon (der Stiefbruder von Brooke) und zwei gegnerische Mädchen, Caitlin und Krystal.

## Besetzung und Synchronisation
Die deutsche Synchronisation entstand in der ersten Staffel bei der Synchronfirma Arena Synchron GmbH unter der Dialogregie von Bianca Krahl, in der zweiten Staffel bei Lavendelfilm unter der Dialogregie von Petra Barthel.

### Hauptbesetzung
| Rolle                        | Schauspieler         | Hauptrolle (Staffel) | Synchronsprecher    |
| ---------------------------- | -------------------- | -------------------- | ------------------- |
| Francesca ,Frankie‘ Thomas   | Caitlin Stasey       | 1                    | Ilona Otto          |
| Rosalind ,Rosie‘ Cartwright  | Eliza Taylor         | 1                    |                     |
| Felicity ‚Fliss‘ Sidebotham  | Ashleigh Chisholm    | 1                    | Jill Schulz         |
| Kendra ‚Kenny‘ Tan           | Hannah Wang          | 1                    | Esra Vural          |
| Lyndsay ,Lyndz‘ Collins      | Basia A’Hern         | 1                    | Magdalena Turba     |
| Charlotte ,Charlie‘ Anderson | Morgan Griffin       | 2                    | Tina Haseney        |
| Tayla Kane                   | Rachel Watson        | 2                    | Rubina Kuraoka      |
| Madeline ,Maddy‘ Leigh       | Emanuelle Bains      | 2                    | Kristina Tietz      |
| Brooke Webster               | Katie Nazer-Hennings | 2                    | Marie-Luise Schramm |
| Jessica ,Jess‘ Phillips      | Monique Williams     | 2                    | Julia Meynen        |

### Nebenbesetzung
| Rolle            | Schauspieler    | Nebenrolle (Staffel) | Synchronsprecher  |
| ---------------- | --------------- | -------------------- | ----------------- |
| Marco Di Pieri   | Stefan Le Rosa  | 1                    | Filipe Pirl       |
| Matthew McDougal | Ryan Corr       | 1                    |                   |
| Michael Collins  | Blake Hampson   | 1                    | Carsten Otto      |
| Sara Tiara       | Annalise Woods  | 1                    |                   |
| Alana Banana     | Ashleigh Brewer | 1                    |                   |
| Mr. Stefanopolis | Vince D’Amico   | 1                    |                   |
| Caitlin Holloway | Ruby Hall       | 2                    | Adak Azdasht      |
| Krystal Beasley  | Julia O‘Connor  | 2                    | Charlotte Mertens |
| Declan Mulaney   | Shannon Lively  | 2                    | Maximilian Artajo |
| Jason Bloch      | James Bell      | 2                    | David Turba       |
| Simon Webster    | Nathan Coenen   | 2                    | Michael Wiesner   |

## Trivia
Die Hauptfiguren in der zweiten Staffel haben die Eigenschaften von den fünf Mädchen aus der ersten Staffel übernommen. Fliss und Tayla sind Fashionistas, Kenny und Maddy lieben Sport, Charlie erinnert an ihre Cousine Frankie aus der 1. Staffel, die Eigenschaften von Lyndz und Jess ähneln, genauso wie die von Rosie und Brooke. Auch die beiden gegnerischen Mädchen aus Staffel zwei, Caitlin und Krystal, sind genauso gemein wie Sara und Alana. Die Tatsache, dass Simon der Stiefbruder von Brooke ist, erinnert auch daran, dass Lyndz und Michael Geschwister und Rivalen sind.